# Plesiops insularis
Plesiops insularis es una especie de peces de la familia Plesiopidae en el orden de los Perciformes.

## Morfología
• Los machos pueden llegar alcanzar los ,8 cm de longitud total.

## Distribución geográfica
Se encuentra en el Mar del Coral, Mar de Tasmania, Nueva Caledonia y Tonga.